# Crocifissione (Tiziano Ancona)

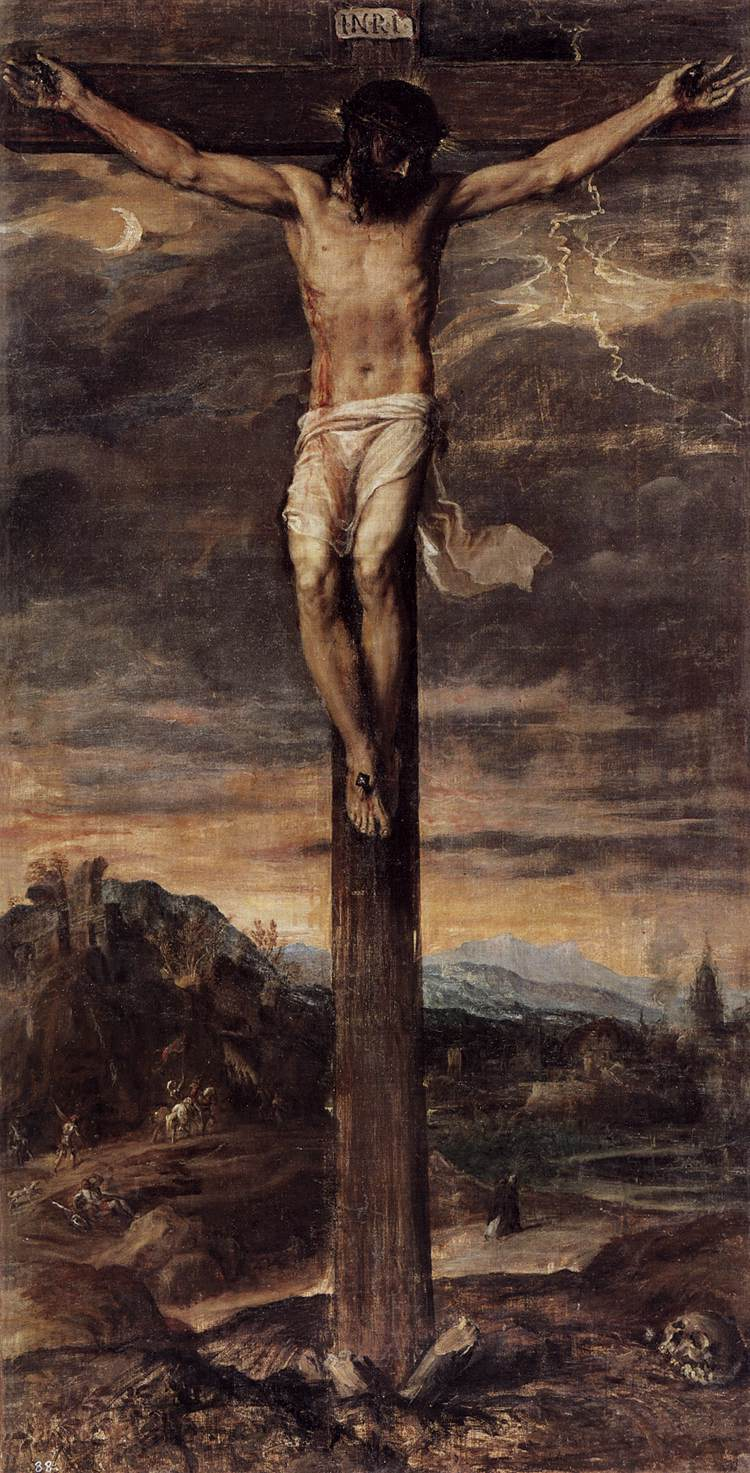
Al Monastero dell'Escorial c'è un'alta Crocifissione di Tiziano Vecellio del 1555

La Crocifissione o Crocifissione di Cristo con la Madonna e i santi Domenico e Giovanni Evangelista è un dipinto del pittore veneto Tiziano Vecellio realizzato nel 1558 per la Chiesa di San Domenico ad Ancona e conservato all'interno della chiesa di San Domenico (nella città di Ancona)
Gesù Cristo è ivi raffigurato crocifisso, con Maria Vergine e San Giovanni evangelista in piedi ai due lati della Croce come nella tradizione di Stabat Mater; la figura inginocchiata è quella di san Domenico. 
La tela venne completata durante il quinto decennio della carriera pittorica di Tiziano ed è una di quelle opere che segnano uno spostamento verso la sua vasta esplorazione della tragedia e della sofferenza umana.

## Storia
La Crocifissione fu la prima delle due commissionate dal veneziano Pietro Cornovi della Vecchia, il quale risiedeva allora ad Ancona. Il secondo dei due dipinti - l'Annunciazione, nella Chiesa di San Salvador, Venezia - venne commissionato dalla famiglia nel 1559 e completato intorno al 1566. La Crocifissione è firmata ai piedi della Croce TITIANVS F. 1558, e venne installata come pala d'altare presso l'altare maggiore della Chiesa di San Domenico ad Ancona il 12 luglio 1558. Fu posta nel coro nel 1715; quindi nel museo tra il 1884-1925; venne poi pulita, restaurata e reinserita nella Chiesa di San Domenico nel 1925. Un nuovo restauro e pulizia avvennero nel 1940. La tela appare come numero di catalogo 31 nel volume uno di Harold E. Wethey, The Paintings of Titian.

## Descrizione e stile
Le teste delle figure in piedi sono presentate in una disposizione a triangolo rovesciato vicino alla base della Croce. Tutte le figure appaiono in primo piano, il che conferisce un senso di immediatezza all'immagine. La composizione è dominata da una concezione coloristica della pittura in cui i colori predominanti del blu scuro, del marrone e del rosso sono trafitti da lampi biancheggianti. Le parti a tinte più scure, come l'area marrone e quasi nera che comprende il terreno del calvario e da cui emergono i Santi, intensificano la tristezza e l'orrore della Crocifissione. Allo stesso tempo le luci al chiaro di luna richiamano l'attenzione su significativi elementi drammatici ed emotivi dello spettacolo. Negli ultimi anni di vita, in opere come Ecce Homo (Galleria nazionale d'Irlanda, Dublino) e Santa Margherita e il Drago (Museo del Prado, Madrid), Tiziano usò questo metodo di contrasto di luce e colore come uno strumento chiave, al fine di suscitare nell'osservatore un'emozione dominante di un tipo o dell'altro. Nella Crocifissione, questo metodo di generazione di una sensibilità tragica viene utilizzato in via principale: forse il primo e il più diretto uso della tecnica in tutti i dipinti di Tiziano.
Questa pratica è però in netto contrasto con il Martirio di san Lorenzo, un'altra rappresentazione della sofferenza umana, che Tiziano stava completando mentre lavorava alla Crocifissione.
A differenza della pianta semplice adottata in quest'ultima, il Martirio di San Lorenzo è una composizione complessa, quasi barocca. Sebbene l'uso del colore, della luce e del contrasto nel Martirio mostri alcune evidenti somiglianze con la Crocifissione, non fa uso di alcun piano di forme monoliticamente colorate miranti a trasmettere il suo messaggio o la sua gravità.
Un altro aspetto degno di nota della Crocifissione e di altri lavori tardivi di Tiziano è la presenza di macchie di colore applicate sul dipinto. Quando la tela viene vista da una certa distanza, questi punti di colori vivaci hanno l'effetto di creare un effetto di animazione sulla superficie dell'immagine.

### Gesù Cristo
La figura di Gesù Cristo appare in una scala leggermente più piccola di quella delle altre figure, suggerendo - specialmente in un dipinto di tale enorme scala - il movimento lontano dallo spettatore. La figura è stilisticamente simile a quella nella Crocifissione (Monastero dell'Escorial del 1555). I toni bronzei e gialli della pelle di Cristo venivano sovente usati nei dipinti del rinascimento veneziano, ma nella Crocifissione l'applicazione di questa tonalità malaticcia è insolitamente audace e con un alto grado di contrasto. L'uso di questi toni rafforza la disumanità della Crocifissione. La pelle abbronzata e il vicino colore bianco vivo della veste di Cristo creano una cesura con la lugubre intrusione della nuvola da destra. Spruzzi di sangue e pieghe nell'indumento bianco sono resi in modo relativamente chiaro, ancora una volta, in contrasto con le aree più scure. Sulla mano destra di Gesù Tiziano usa il suo metodo sfregazzi per applicare il colore con il dito. 

### I santi

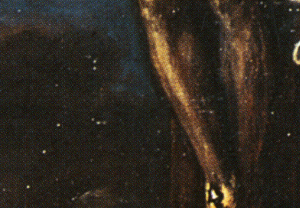
Dettaglio, macchie bianche

Le figure di Maria Vergine e San Domenico appaiono in abiti prevalentemente scuri pur con riflessi notevoli. Maria Vergine si leva in piedi nello sfondo indistinto e quasi oscurata nell'angolo in basso a sinistra della tela: mentre la sua sagoma è in procinto di alzarsi, il blu scuro del manto viene impresso contro la regione stranamente incandescente sul retro. Il viso di Maria è segnato cogli occhi chiazzati di macchie rosse, tema che sarebbe stato rivisitato secoli dopo da pittori come Antoine-Jean Gros (in La peste di Giaffa, dal colorista Eugène Delacroix (in Il massacro di Scio e altri).
San Domenico afferra e si aggrappa alla Croce in un gesto raffigurato quasi interamente da spie di luce intermittente. Le curve che si allungano verso l'alto di questa figura - culminanti nelle dita manieristicamente lunghe - contrastano con il suo sguardo abbattuto: una potente immagine di tristezza e dolore spaventosi. La mano del braccio sinistro della figura di san Giovanni è ancora una volta l'oggetto di un esercizio in contrasto, le dita scure che vengono delineate da tracce di luce bianca. L'atteggiamento rivelatore di san Giovanni è uno dei motori del dipinto, essendo l'unica figura che guarda nella direzione del Cristo morente: il suo gesto come di meraviglia e sgomento sembra voler indurre lo spettatore a fare lo stesso.

### Fuoco

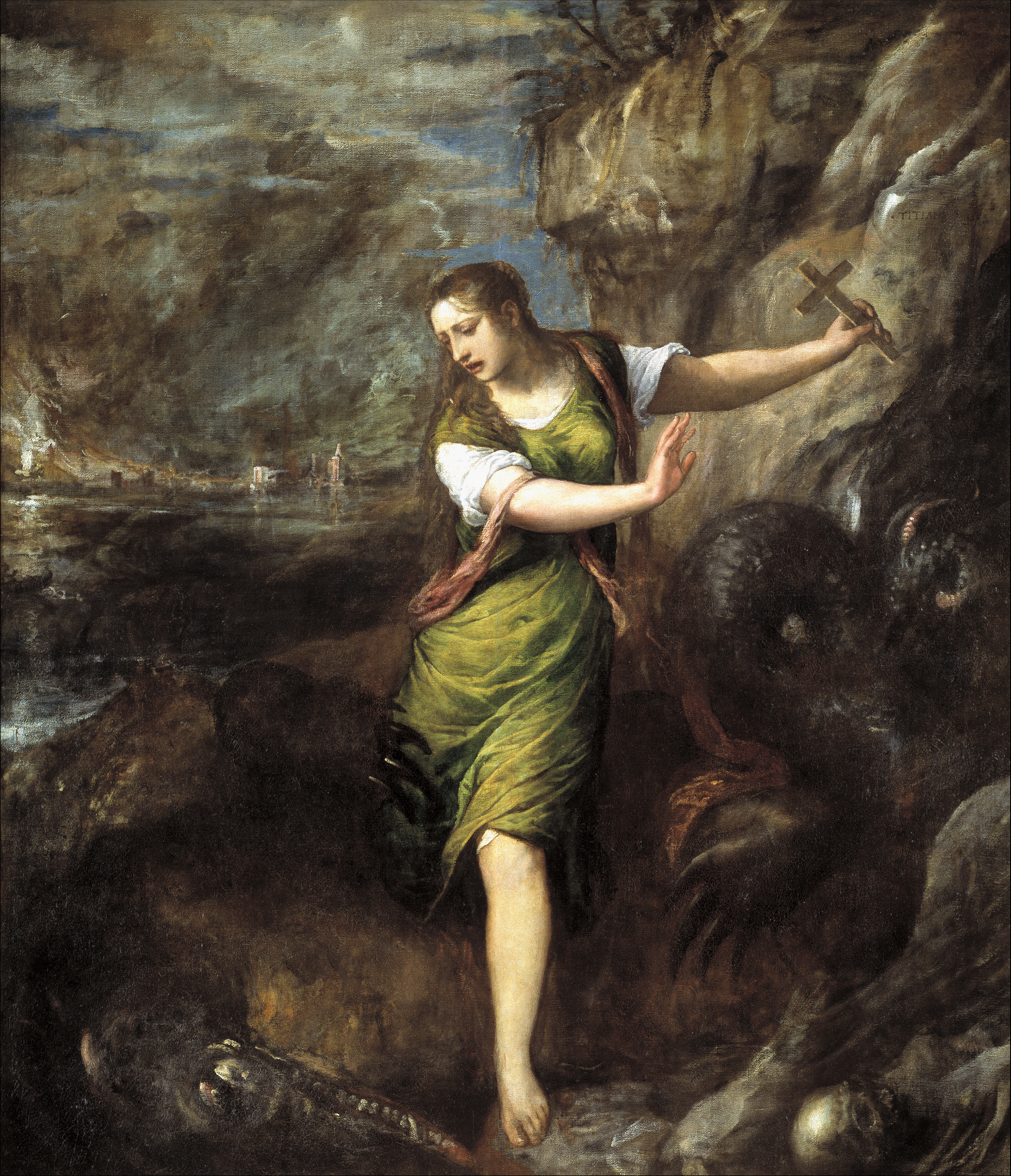
Tiziano, Santa Margherita e il Drago del 1559

Sebbene non vi sia menzione del fuoco nel racconto biblico della Crocifissione di Gesù Cristo, l'opera in esame sembra suggerirne la presenza.Tiziano era solito incorporare il fuoco nei suoi quadri, anche laddove i documenti e riferimenti storici suggerivano il contrario. Ad esempio, nulla sembra suggerire o alludere a un incendio durante il breve regno del Doge veneziano Francesco Venier, eppure nel ritratto che di questo Tiziano realizza compare un incendio. Anche la presenza di fuoco nella Santa Margherita e il Drago risulta difficile da giustificare sulla base della relativa agiografia. Entrambe queste opere sono pressappoco contemporanee alla Crocifissione.